# Apollonios (fils de Mnesthée)
Pour les articles homonymes, voir Apollonios.
Apollonios, fils de Mnesthée est un officier au service du royaume séleucide. Il est décrit par le deuxième livre des Maccabées comme le stratège de Cœlé-Syrie et Phénicie juste avant la mort de Séleucos IV. Il semble succéder dans cette fonction à Apollonios fils de Thraséas, voire peut-être au Dorymenes mentionné dans la stèle d'Héliodore.

## Histoire
En 173, il dirige une délégation séleucide envoyée à Rome par Antiochos IV afin de régler l'indemnité prévue par la paix d'Apamée. À cette occasion, il est décrit par Tite-Live comme un grand ami de Rome. Il est aussi envoyé en visite à la cour de Ptolémée VI.